# José Arias Venegas
José del Carmen Arias Venegas (5 de mayo de 1904-siglo XX) fue un futbolista chileno que jugaba de puntero izquierdo.
Participó como seleccionado nacional en los Juegos Olímpicos de Ámsterdam 1928.

## Trayectoria
Sus inicios en el fútbol fueron en el club deportivo Gente de Mar de la ciudad de Talcahuano, estuvo durante 4 temporadas en el club.
Posteriormente se mantuvo jugando en las filas del The Commercial de la misma ciudad, en este equipo tuvo buenas actuaciones, las cuales le permitieron llegar a ser parte de la selección nacional.
Luego se trasladó a Santiago para jugar en Colo-Colo, se mantuvo jugando en este club durante una temporada.
Luego se integró al club deportivo Júpiter de Puente Alto, formando parte de este equipo tuvo destacadas actuaciones que le permitieron ser parte del seleccionado que representó a Puente Alto.
Luego se unió a las filas del Audax Italiano, que se estaba integrando al fútbol profesional.

## Selección nacional
Fue internacional con la selección chilena durante el año 1928, participó en una edición del Torneo Olímpico de Fútbol. Disputó dos partidos oficiales, además participó en cuatro partidos no oficiales en los que anotó un gol, su participación final fue seis partidos y un gol.
Fue seleccionado para el Torneo Olímpico de Fútbol 1928, no participó en el encuentro frente a Portugal por la primera ronda de los Juegos Olímpicos. Luego, Chile disputó un torneo de consuelo frente a México y  Países Bajos, en el que Chile saldría victorioso. José jugó ambos encuentros.

### Participaciones en Juegos Olímpicos
| Torneo                  | Sede         | Resultado        | Partidos |
| ----------------------- | ------------ | ---------------- | -------- |
| Juegos Olímpicos 1928   | Ámsterdam    | Ronda preliminar | 0        |
| Torneo de Consuelo 1928 | Países Bajos | Campeón          | 2        |
| Total                   | Total        | Total            | 2        |

### Partidos internacionales
| 1     | 5 de junio de 1928 | Monnikenhuize, Arnhem, Países Bajos     | Chile        | 3-1 | México | Torneo de Consuelo Olímpico 1928 |
| 2     | 8 de junio de 1928 | Stadion Spangen, Róterdam, Países Bajos | Países Bajos | 2-2 | Chile  | Torneo de Consuelo Olímpico 1928 |
| Total |                    |                                         | Presencias   | 2   |        |                                  |

| 1     | 15 de junio de 1928 | Waldstadion, Frankfurt, Alemania                  | Selección de Frankfurt | 6-2 | Chile |   | Amistoso |
| 2     | 22 de junio de 1928 | VfB Stadion, Leipzig, Alemania                    | Selección de Leipzig   | 3-2 | Chile |   | Amistoso |
| 3     | 23 de junio de 1928 | Müngersdorfer Stadion, Colonia, Alemania          | Selección de Colonia   | 1-2 | Chile |   | Amistoso |
| 4     | 27 de junio de 1928 | Stade Olympique Yves du Manoir, Colombes, Francia | Red Star Olympique     | 4-3 | Chile |   | Amistoso |
| Total |                     |                                                   | Presencias             | 4   | Goles | 1 |          |

## Clubes
| Club              | País  | Año         |
| ----------------- | ----- | ----------- |
| Gente de Mar      | Chile | 1921 - 1925 |
| The Commercial    | Chile | 1926 - 1929 |
| Colo-Colo         | Chile | 1930        |
| Deportivo Júpiter | Chile | 1931 - 1933 |
| Audax Italiano    | Chile | 1934 - 1935 |

## Palmarés

### Torneos locales
| Título            | Club      | País  | Año  |
| ----------------- | --------- | ----- | ---- |
| División de Honor | Colo-Colo | Chile | 1930 |